# Веджвуд (Мічиган)
Веджвуд (англ. Wedgewood) — переписна місцевість (CDP) в США, в окрузі Вексфорд штату Мічиган. Населення — 227 осіб (2020).

## Географія
Веджвуд розташований за координатами 44°11′39″ пн. ш. 85°29′23″ зх. д. / 44.19417° пн. ш. 85.48972° зх. д. (44.194299, -85.489834).  За даними Бюро перепису населення США в 2010 році переписна місцевість мала площу 1,69 км², з яких 1,61 км² — суходіл та 0,08 км² — водойми.

## Демографія
Згідно з переписом 2010 року, у переписній місцевості мешкало 237 осіб у 92 домогосподарствах у складі 83 родин. Густота населення становила 140 осіб/км².  Було 100 помешкань (59/км²).
Расовий склад населення:
| - 98,7 % — білих - 1,3 % — азіатів |

До двох чи більше рас належало 0,0 %. Частка іспаномовних становила 1,3 % від усіх жителів.
За віковим діапазоном населення розподілялося таким чином: 19,8 % — особи молодші 18 років, 66,3 % — особи у віці 18—64 років, 13,9 % — особи у віці 65 років та старші. Медіана віку мешканця становила 49,2 року. На 100 осіб жіночої статі у переписній місцевості припадало 109,7 чоловіків;  на 100 жінок у віці від 18 років та старших — 104,3 чоловіків також старших 18 років.
Середній дохід на одне домашнє господарство  становив 107 280 доларів США (медіана — 85 250), а середній дохід на одну сім'ю — 110 899 доларів (медіана — 86 250). За межею бідності перебувало 9,6 % осіб, у тому числі 25,5 % дітей у віці до 18 років та 0,0 % осіб у віці 65 років та старших.
Цивільне працевлаштоване населення становило 74 особи. Основні галузі зайнятості: освіта, охорона здоров'я та соціальна допомога — 48,6 %, виробництво — 12,2 %, фінанси, страхування та нерухомість — 10,8 %.